# Teorema del punto fisso di Brouwer
In matematica, il teorema di Brouwer è un risultato nell'ambito della topologia che mette in relazione il concetto di funzione continua con la proprietà di avere un punto fisso. Questo risultato deve il nome a Luitzen Brouwer che ne dimostrò la formulazione generale nel 1910 insieme a Jacques Hadamard.
Il teorema può essere formulato in diversi modi a seconda del contesto in cui è utilizzato. Nella sua versione più semplice si può enunciare nel seguente modo: 
sia {\displaystyle D} un disco chiuso nel piano euclideo, allora ogni funzione {\displaystyle f:D\to D} continua ammette almeno un punto fisso.
L'estensione al caso di dimensione maggiore, si ottiene considerando una funzione continua da una palla chiusa nello spazio euclideo in sé stessa.
Si può anche ottenere una versione più generale, che segue dalla precedente per il fatto che ogni sottoinsieme convesso e compatto di uno spazio euclideo è omeomorfo a una palla chiusa della stessa dimensione: ogni funzione continua da un sottoinsieme convesso e compatto in sé ha almeno un punto fisso.
Un'ulteriore generalizzazione è il teorema del punto fisso di Schauder: un operatore completamente continuo, definito da un sottoinsieme convesso, chiuso e limitato di uno spazio di Banach in sé stesso, ha almeno un punto fisso. Questo risultato è poi esteso da altri teoremi, tra cui il teorema di Kakutani e il teorema di Tikhonov.

## Formulazione
Un punto fisso di una funzione che manda un insieme in sé stesso {\displaystyle f\colon X\to X} è un elemento {\displaystyle a} dell'insieme che viene mandato su sé stesso dalla funzione, cioè tale che {\displaystyle f(a)=a}. Nel caso unidimensionale il teorema afferma che una funzione continua che manda l'intervallo [0,1] in sé stesso deve avere un punto {\displaystyle a} per cui {\displaystyle f(a)=a}. In questo caso è semplice capire il perché: il grafico della funzione è una curva che connette il segmento verticale {\displaystyle x=0} con il segmento {\displaystyle x=1}, quindi questa curva dovrà necessariamente attraversare la bisettrice degli assi {\displaystyle y=x}. Nel punto {\displaystyle (a,a)} di intersezione tra i due grafici si deve avere (uguagliando le ordinate) {\displaystyle f(a)=a}.
Nella formulazione generale il teorema può essere scritto con ipotesi meno restrittive, poiché la palla unitaria è omeomorfa a qualsiasi altro sottoinsieme compatto convesso e non vuoto dello spazio euclideo e poiché la proprietà di possedere un punto fisso è un invariante topologico: ogni funzione continua che manda un sottoinsieme compatto convesso e non vuoto di {\displaystyle \mathbb {R} ^{n}} in sé stesso ha un punto fisso. In particolare, il teorema vale anche per un quadrato (o un cubo o un ipercubo) o un triangolo (o un tetraedro o un simplesso).

Un campo vettoriale continuo definito sulla palla unitaria di uno spazio euclideo, e tale che sul bordo della palla punta verso l'interno o è tangente al bordo, possiede un punto di singolarità dentro la sfera.

### Campi vettoriali
Un enunciato equivalente del teorema di Brouwer è il seguente: in uno spazio euclideo ogni campo vettoriale continuo sulla palla unitaria tale che sul bordo della palla punta verso l'interno o è tangente al bordo deve avere un punto di singolarità all'interno della sfera. Infatti ad ogni funzione {\displaystyle f} dalla palla in sé stessa si può associare il campo vettoriale {\displaystyle V(x)\equiv f(x)-x} i cui punti critici coincidono con i punti fissi della funzione {\displaystyle f}. Questo campo sul bordo della palla non può puntare all'esterno altrimenti si avrebbe che {\displaystyle |f(x)|>1} mentre si sa che l'immagine di {\displaystyle f} è nella palla unitaria. D'altra parte a ogni campo vettoriale {\displaystyle V} si può associare la funzione {\displaystyle f(x)\equiv x+V(x)} i cui punti fissi coincidono con i punti critici del campo e il fatto che sul bordo {\displaystyle V} punta all'interno o eventualmente è tangente al bordo implica che l'immagine di {\displaystyle f} è contenuta nella palla unitaria chiusa. Questa formulazione permette di visualizzare l'enunciato del teorema nel caso di dimensione {\displaystyle 2} o {\displaystyle 3}.

## Dimostrazione
Ci sono molte dimostrazioni di questo teorema che utilizzano la nozione di grado topologico, la nozione di gruppo di omologia, o la teoria dei grafi, in particolare il lemma di Sperner; inoltre è possibile sfruttare il teorema di approssimazione di Weierstrass e il teorema di Green. Nel caso bidimensionale si possono esibire anche dimostrazioni basate sul teorema di Poincaré-Bendixson o sulla teoria del gruppo fondamentale.

### Dimostrazione topologica
La dimostrazione topologica è basata sulla nozione di grado topologico che in dimensione 2 è riconducibile a quella di indice di avvolgimento di una curva e a quella di indice di un punto critico di un campo vettoriale. Si consideri la formulazione del teorema in termini di campi vettoriali: dato un campo vettoriale {\displaystyle V} definito sul disco unitario tale che lungo il bordo punta sempre verso l'interno, si vuole mostrare che ha un punto critico al suo interno. Ragionando per assurdo, si supponga che {\displaystyle V} non abbia punti critici all'interno. Si consideri la famiglia di circonferenze centrate nell'origine e di raggio {\displaystyle r} variabile tra {\displaystyle 0} e {\displaystyle 1} parametrizzate da:
{\displaystyle \gamma _{r}(t)=(r\,\cos(t),r\,\sin(t))}
per {\displaystyle t} che varia da {\displaystyle 0} a {\displaystyle 2\pi }. Consideriamo il campo lungo ciascuna di tali circonferenze: poiché {\displaystyle V} è continuo e privo di punti critici il vettore immagine compie lungo la circonferenza di raggio {\displaystyle r} un numero intero di giri {\displaystyle I_{V}(\gamma _{r})}; questo numero è chiamato indice e non varia se la curva viene deformata senza attraversare punti critici del campo vettoriale. Di conseguenza esso deve essere costante per ogni valore di {\displaystyle r}. D'altra parte si ha che:
- per {\displaystyle r=0} la curva si riduce ad un unico punto e quindi l'indice è nullo (il campo non compie quindi alcun giro),
- per {\displaystyle r=1} ci si trova sul bordo del disco in cui il campo punta sempre verso l'interno, questo comporta che il campo deve compiere un giro.

Quindi l'indice non può rimanere costante per tutti i valori di {\displaystyle r}: si è giunti ad un assurdo e si deve concludere che l'ipotesi che non esistessero punti critici deve essere falsa.

### Dimostrazione mediante la teoria dei grafi
Si può dimostrare il teorema di Brouwer combinando fatti topologici elementari con un risultato della teoria dei grafi noto come lemma di Sperner. Considerando per semplicità il piano (il discorso si generalizza facilmente ad uno spazio {\displaystyle n}-dimensionale sfruttando la versione {\displaystyle n}-dimensionale del lemma di Sperner), anziché prendere il disco unitario si consideri un triangolo (interno e frontiera): si vuole mostrare che ogni campo vettoriale continuo sul triangolo che sul bordo punti dentro il triangolo ha un punto critico. Poiché il triangolo è omeomorfo ad un disco (ed a qualunque sottoinsieme compatto e convesso del piano) ne discende il teorema di Brouwer.
Si consideri il triangolo {\displaystyle T} di vertici {\displaystyle (-1,0)}, {\displaystyle (1,0)}, {\displaystyle (0,1)}. Si definisce su di esso un grafo dividendolo in un numero finito qualsiasi di sottotriangoli più piccoli in modo tale che questa suddivisione sia una triangolazione. I nodi del grafo sono i vertici della triangolazione e gli archi sono i lati. È possibile costruire triangolazioni tali che i lati di tutti i sotto-triangoli siano più piccoli di una qualsiasi quantità prefissata e si denota spesso con {\displaystyle \varepsilon }-triangolazione una triangolazione che ha tutti i lati minori di {\displaystyle \varepsilon }.

Ogni campo vettoriale continuo sul triangolo (omeomorfo ad un disco), che sul bordo punta dentro il triangolo, ha un punto critico.

Si fornisce quindi al grafo una colorazione che dia delle informazioni sul campo vettoriale:
- ai vettori che formano con la direzione orizzontale un angolo in {\displaystyle [0,\pi /2)} si associa il colore {\displaystyle B} (blu);
- ai vettori che formano un angolo in {\displaystyle [\pi /2,\pi )} si associa il colore {\displaystyle R} (rosso);
- ai vettori che formano un angolo in {\displaystyle [\pi ,2\pi )} si associa il colore {\displaystyle V} (verde);
- al vettore nullo si associa (per completezza) il colore {\displaystyle B}.

Quindi si colora ciascun nodo con il colore associato al vettore del campo sul nodo stesso. Poiché sul bordo di {\displaystyle T} il campo punta all'interno si può dedurre che:
- sul lato inferiore l'estremo destro ha colore {\displaystyle R}, il sinistro ha colore {\displaystyle B} e i punti intermedi hanno uno di questi due colori;
- il vertice superiore ha colore {\displaystyle V};
- il lato destro ha solo colori {\displaystyle R} e {\displaystyle V};
- il lato sinistro ha solo i colori {\displaystyle B} e {\displaystyle V}.

Queste condizioni implicano che la colorazione soddisfa le ipotesi del lemma di Sperner che assicura che il grafo contiene almeno un triangolo "completo" i cui tre vertici sono colorati con {\displaystyle B}, {\displaystyle R} e {\displaystyle V}.
Ora si considerino le {\displaystyle \varepsilon }-triangolazioni di {\displaystyle T} prendendo {\displaystyle \varepsilon =1/k} per ogni {\displaystyle k} naturale. Per ciascuna di esse esisterà un triangolo completo che per la proprietà della triangolazione avrà tutti i lati minori di {\displaystyle 1/k}. Si ha quindi una successione di triangoli completi di lati arbitrariamente piccoli. Poiché i vertici di questi triangoli si trovano tutti dentro {\displaystyle T} che è compatto si può estrarre una sottosuccessione in modo tale che la successione dei vertici {\displaystyle B} converga ad un limite {\displaystyle x} in {\displaystyle T}. Questo limite dovrà essere anche il limite delle corrispondenti sottosuccessioni dei vertici {\displaystyle R} e dei vertici {\displaystyle V} dei triangoli. Dunque si hanno tre successioni di punti: lungo la prima il campo vettoriale dove è non nullo forma angoli compresi in {\displaystyle [0,\pi /2)}, nella seconda forma un angoli in {\displaystyle [\pi /2,\pi )} e nella terza un angoli in {\displaystyle [\pi ,2\pi )}. Se il campo vettoriale in {\displaystyle x} non fosse nullo, per continuità l'angolo limite dovrebbe trovarsi simultaneamente nella chiusura delle tre regioni, il che è impossibile perché l'intersezione delle tre chiusure è vuota. Quindi in {\displaystyle x} il campo deve essere nullo e il teorema è dimostrato.

## Problemi di unicità
Il teorema di Brouwer assicura l'esistenza, ma a differenza del teorema di Banach non assicura l'unicità del punto fisso che in effetti può non sussistere: 
- l'identità lascia fissi tutti i punti dell'insieme {\displaystyle A} considerato;
- la rotazione della sfera attorno a un asse passante per il centro lascia fissi tutti i punti dell'asse.
- la trasformazione {\displaystyle x\mapsto x^{3}} dal segmento {\displaystyle [-1,1]} in sé (palla unitaria di {\displaystyle \mathbb {R} }) ha tre punti fissi: {\displaystyle -1}, {\displaystyle 0} e {\displaystyle 1}.

Condizioni addizionali per l'unicità vengono fornite dal teorema di Kellogg.